# Tony Awards 2004
Die Verleihung der 58. Tony Awards 2004 (58th Annual Tony Awards) fand am 6. Juni 2004 in der Radio City Music Hall in New York City statt. Moderator der Veranstaltung war Hugh Jackman, als Laudatoren fungierten Carol Channing, Sean Combs, Taye Diggs, Edie Falco, Jimmy Fallon, Harvey Fierstein, Victor Garber, Joel Grey, Ethan Hawke, Anne Heche, Billy Joel, Scarlett Johansson, Nicole Kidman, Jane Krakowski, Peter Krause, Swoosie Kurtz, LL Cool J, Nathan Lane, Laura Linney, John Lithgow, Rob Marshall, Anne Meara, Brian Stokes Mitchell, Dame Helen Mirren, Sarah Jessica Parker, Anna Paquin, Bernadette Peters, Phylicia Rashad, Chita Rivera, John Rubenstein, Carole Bayer Sager, Martin Short, Patrick Stewart, Jerry Stiller, Sigourney Weaver, Marissa Jaret Winokur und Renée Zellweger. Ausgezeichnet wurden Theaterstücke und Musicals der Saison 2003/04, die am Broadway ihre Erstaufführung hatten. Die Preisverleihung wurde von Columbia Broadcasting System im Fernsehen übertragen. Die Fernsehsendung wurde mit zwei Emmy Awards ausgezeichnet. Sie erhielt den Primetime Emmy for Outstanding Variety, Music or Comedy Special und Hugh Jackman erhielt den Primetime Emmy Awards for Outstanding Individual Performance in a Variety or Music Program.

## Hintergrund
Die Antoinette Perry Awards for Excellence in Theatre, oder besser bekannt als Tony Awards, werden seit 1947 jährlich in zahlreichen Kategorien für herausragende Leistungen bei Broadway-Produktionen und -Aufführungen der letzten Theatersaison vergeben. Zusätzlich werden verschiedene Sonderpreise, z. B. der Regional Theatre Tony Award, verliehen. Benannt ist die Auszeichnung nach Antoinette Perry. Sie war 1940 Mitbegründerin des wiederbelebten und überarbeiteten American Theatre Wing (ATW). Die Preise wurden nach ihrem Tod im Jahr 1946 vom ATW zu ihrem Gedenken gestiftet und werden bei einer jährlichen Zeremonie in New York City überreicht.

## Gewinner und Nominierte

### Theaterstücke
| Kategorie                            | Preisträger         | Theaterstück                                      | Nominierungen |
| Bestes Theaterstück                  | Doug Wright         | I Am My Own Wife                                  | - Anna in the Tropics – Nilo Cruz - Frozen – Bryony Lavery - The Retreat from Moscow – William Nicholson |
| Beste Wiederaufnahme Theaterstück    | William Shakespeare | Henry IV (eine Kombination aus Teil 1 und Teil 2) | - Jumpers - King Lear - A Raisin in the Sun |
| Bester Hauptdarsteller Theaterstück  | Jefferson Mays      | I Am My Own Wife als Charlotte von Mahlsdorf      | - Kevin Kline in Henry IV (eine Kombination aus Teil 1 und Teil 2) als Sir John Falstaff - Simon Russell Beale in Jumpers als George - Christopher Plummer in King Lear als King Lear - Frank Langella in Match als Tobi |
| Beste Hauptdarstellerin Theaterstück | Phylicia Rashad     | A Raisin in the Sun als Lena Younger              | - Swoosie Kurtz in Frozen als Nancy - Tovah Feldshuh in Golda’s Balcony als Golda Meir - Eileen Atkins in The Retreat from Moscow als Alice - Anne Heche in Twentieth Century als Lily Garland/Mildred Plotka            |
| Bester Nebendarsteller Theaterstück  | Brían F. O’Byrne    | Frozen als Ralph                                  | - Aidan Gillen in The Caretaker als Mick - Ben Chaplin in The Retreat from Moscow als Jamie - Omar Metwally in Sixteen Wounded als Mahmoud - Tom Aldredge in Twentieth Century als Matthew Clark                         |
| Beste Nebendarstellerin Theaterstück | Audra McDonald      | A Raisin in the Sun als Ruth Younger              | - Daphne Rubin-Vega in Anna in the Tropics als Conchita - Margo Martindale in Cat on a Hot Tin Roof als Big Mama - Essie Davis in Jumpers als Dotty - Sanaa Lathan in A Raisin in the Sun als Beneatha Younger           |
| Beste Theaterregie                   | Jack O’Brien        | Henry IV (eine Kombination aus Teil 1 und Teil 2) | - Doug Hughes – Frozen - Moises Kaufman – I Am My Own Wife - David Leveaux – Jumpers |

### Musicals
| Kategorie                       | Preisträger                                                             | Musical                                  | Nominierungen |
| Bestes Musical                  | Robert Lopez und Jeff Marx (Musik und Liedtexte) und Jeff Whitty (Buch) | Avenue Q                                 | - The Boy from Oz - Caroline, or Change - Wicked |
| Beste Wiederaufnahme Musical    | Stephen Sondheim (Musik und Liedtexte) und John Weidman (Buch)          | Assassins                                | - Big River - Fiddler on the Roof - Wonderful Town |
| Bester Hauptdarsteller Musical  | Hugh Jackman                                                            | The Boy from Oz als Peter Allen          | - John Tartaglia in Avenue Q als Princeton/Rod - Alfred Molina in Fiddler on the Roof als Tevye - Hunter Foster in Little Shop of Horrors als Seymour - Euan Morton in Taboo als George                                     |
| Beste Hauptdarstellerin Musical | Idina Menzel                                                            | Wicked als Elphaba                       | - Stephanie D’Abruzzo in Avenue Q als Kate Monster/Lucy the Slut - Tonya Pinkins in Caroline, or Change als Caroline Thibodeaux - Kristin Chenoweth in Wicked als Glinda - Donna Murphy in Wonderful Town als Ruth Sherwood |
| Bester Nebendarsteller Musical  | Michael Cerveris                                                        | Assassins als John Wilkes Booth          | - Denis O’Hare in Assassins als Charles Guiteau - Michael McElroy in Big River als Jim - John Cariani in Fiddler on the Roof als Motel the Tailor - Raul Esparza in Taboo als Philip Salon                                  |
| Beste Nebendarstellerin Musical | Anika Noni Rose                                                         | Caroline, or Change als Emmie Thibodeaux | - Beth Fowler in The Boy from Oz als Marion Woolnough - Isabel Keating in The Boy from Oz als Judy Garland - Karen Ziemba in Never Gonna Dance als Mabel Pritt - Jennifer Westfeldt in Wonderful Town als Eileen Sherwood   |
| Bestes Musicallibretto          | Jeff Whitty                                                             | Avenue Q                                 | - Martin Sherman und Nick Enright – The Boy from Oz - Tony Kushner – Caroline, or Change - Winnie Holzman – Wicked |
| Beste Originalmusik             | Robert Lopez und Jeff Marx (Musik und Liedtexte)                        | Avenue Q                                 | - Caroline, or Change – Jeanine Tesori (Musik) und Tony Kushner (Liedtexte) - Taboo – Boy George (Musik und Liedtexte) - Wicked – Stephen Schwartz (Musik und Liedtexte)                                                    |
| Beste Musicalregie              | Joe Mantello                                                            | Assassins                                | - Jason Moore – Avenue Q - George C. Wolfe – Caroline, or Change - Kathleen Marshall – Wonderful Town |

### Theaterstücke oder Musicals
| Kategorie            | Preisträger                       | Theaterstück bzw. Musical | Nominierungen |
| Bestes Bühnenbild    | Eugene Lee                        | Wicked                    | - Robert Brill – Assassins - Tom Pye – Fiddler on the Roof - Ralph Funicello – Henry IV (eine Kombination aus Teil 1 und Teil 2)              |
| Beste Choreographie  | Kathleen Marshall                 | Wonderful Town            | - Anthony Van Laast und Farah Khan – Bombay Dreams - Jerry Mitchell – Never Gonna Dance - Wayne Cilento – Wicked                              |
| Beste Kostüme        | Susan Hilferty                    | Wicked                    | - Mark Thompson – Bombay Dreams - Jess Goldstein – Henry IV (eine Kombination aus Teil 1 und Teil 2) - Mike Nicholls und Bobby Pearce – Taboo |
| Bestes Lichtdesign   | Jules Fisher und Peggy Eisenhauer | Assassins                 | - Brian MacDevitt – Fiddler on the Roof - Brian MacDevitt – Henry IV (eine Kombination aus Teil 1 und Teil 2) - Kenneth Posner – Wicked       |
| Beste Orchestrierung | Michael Starobin                  | Assassins                 | - Paul Bogaev – Bombay Dreams - Larry Hochman – Fiddler on the Roof - William David Brohn – Wicked                                            |

### Sonderpreise (ohne Wettbewerb)
| Kategorie                             | Preisträger                                                   | Grund der Preisverleihung                                  |
| Regional Theatre Award                | Cincinnati Playhouse in the Park, Cincinnati, Ohio            |                                                            |
| Special Tony Award                    | James M. Nederlander                                          | Special Tony Award for Lifetime Achievement in the Theatre |
| Tony Honors for Excellence in Theatre | Besetzung der Broadway-Produktion Big River aus dem Jahr 2003 |                                                            |
| Tony Honors for Excellence in Theatre | Nancy Coyne                                                   |                                                            |
| Tony Honors for Excellence in Theatre | Frances Edelstein, Harry Edelstein und Vincent Sardi, Jr.     |                                                            |
| Tony Honors for Excellence in Theatre | Martha Swope                                                  |                                                            |

## Statistik

### Mehrfache Nominierungen
- 10 Nominierungen: Wicked
- 7 Nominierungen: Assassins
- 6 Nominierungen: Avenue Q, Caroline, or Change, Fiddler on the Roof und Henry IV (eine Kombination aus Teil 1 und Teil 2)
- 5 Nominierungen: The Boy from Oz und Wonderful Town
- 4 Nominierungen: Frozen, Jumpers, A Raisin in the Sun und Taboo
- 3 Nominierungen: Bombay Dreams, I Am My Own Wife und The Retreat from Moscow
- 2 Nominierungen: Anna in the Tropics, Big River, King Lear, Never Gonna Dance und Twentieth Century

### Mehrfache Gewinne
- 5 Gewinne: Assassins
- 3 Gewinne: Avenue Q und Wicked
- 2 Gewinne: Henry IV (eine Kombination aus Teil 1 und Teil 2), I Am My Own Wife und A Raisin in the Sun